# Леба, Жак-Филипп
Жак-Фили́пп Леба́, Ле Ба (фр. Jacques-Philippe Lebas; 8 июля 1707, Париж — 14 апреля 1783, Париж) — французский гравёр, выдающийся мастер репродукционной гравюры офортом и резцом. Один из создателей школы «золотого века» французской репродукционной графики. Академик (с 1743 г.; ассоциированный член с 1735 г.) и советник (с 1771 г.) Королевской Академии живописи и скульптуры, с 1782 года гравёр королевского двора.

## Биография
Жак-Филипп Леба родился в 1707 году в Париже. Его семья была бедной. Когда он проявил некоторые способности к рисованию, мать отправила его в ученики к архитектору и гравёру Антуану Эриссе. Он также получал советы от Николя-Анри Тардьё и был вдохновлен работами Жерара Одрана.
С 1739 по 1741 год находился в королевской армии, но из-за конфликтов с командованием был уволен. Служил рисовальщиком и гравёром при «Доме малых королевских удовольствий» (Menus-Plaisirs du Roi), обслуживающим персону короля и занимающимся удовлетворением его личных потребностей.
Жак-Филипп Леба работал также по заказам крупного мецената и коллекционера Пьера Кроза. Авторству Леба приписывают более пятисот гравюр по живописным оригиналам и рисункам многих художников, прежде всего А. Ватто и Ф. Буше, а также К. Ж. Верне, несколько работ с произведений А. ван де Велде, Ш. Парроселя, Н. Берхема, Я. ван Рёйсдала, Ж. Б. Удри, Н. Ланкре и К. Фаленса. Леба создал и ряд оригинальных композиций батального жанра.
Жак-Филипп Леба имел много учеников. Он основал гравировальную мастерскую на улице де ла Арп в Париже. Она стала его основным источником дохода. Он обучил около двадцати выдающихся гравёров своего времени, в основном французов (Симон-Франсуа Равене), но среди них были и два англичанина: Роберт Стрейндж и Уильям Винн Райланд, командированные в Париж в 1754 году по просьбе английской комиссии.
Жак-Филипп Леба был принят в Королевскую академию живописи и скульптуры в 1743 году. Благодаря рекомендации Жана-Батиста Декана в 1748 году он также стал членом Академии наук, изящной словесности и искусств в Руане.
В 1771 году он получил должность советника Королевской академии живописи и скульптуры, что позволило ему получать пенсию. В 1782 году Людовик XVI пожаловал ему звание гравёра Королевского кабинета.
Учениками Ж.-Ф. Леба были гравёры Жан-Мишель Моро и Жак Альяме (1726—1788). Брат последнего Франсуа-Жермен Альяме (1734—1790) работал в Париже и Лондоне, известен тем, что усовершенствовал технику работы «сухой иглой»; несколько из его сохранившихся работ включают гравюры по живописным оригиналам Н. Берхема, Филипса Вауэрмана и Клода Жозефа Верне.
Под фамилией Леба в истории искусства известны и другие французские мастера репродукционной гравюры, возможно, родственники; среди них наиболее известен Жан-Батист Леба (1729—после 1795) — рисовальщик и гравёр стиля рококо, работавший для мадам Дюбарри. Ещё один мастер под этой фамилией, Луи-Ипполит Леба (Hippolyte Le Bas, 1782—1867), был архитектором.
Учеником Жака-Филиппа Лебa был рисовальщик и гравёр Жан-Жак Ле Во.

## Галерея

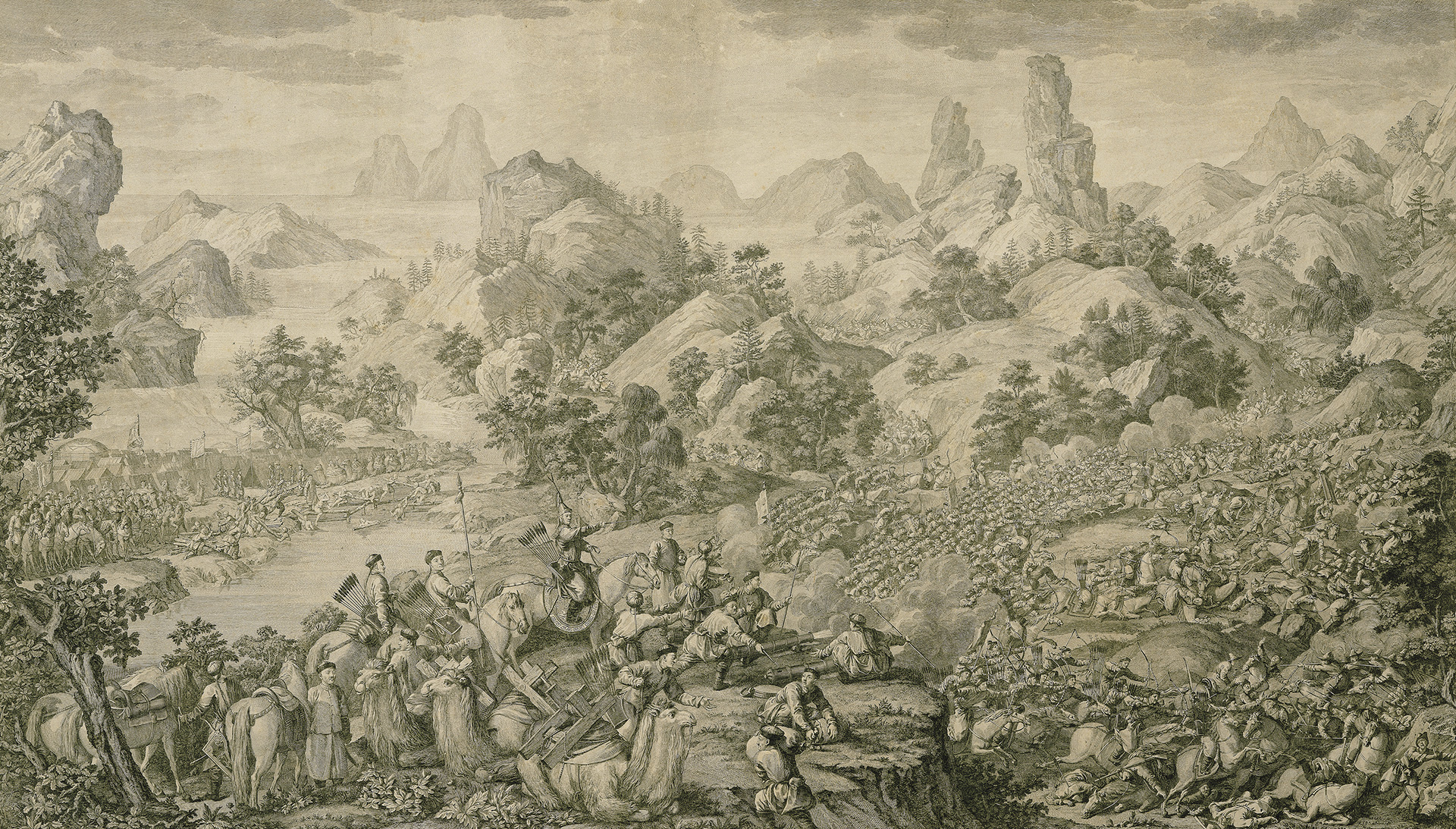
Штурм лагеря у Геден-Ола. Из серии «Победы в усмирении джунгар и мусульман». Ок. 1770. Офорт, резец
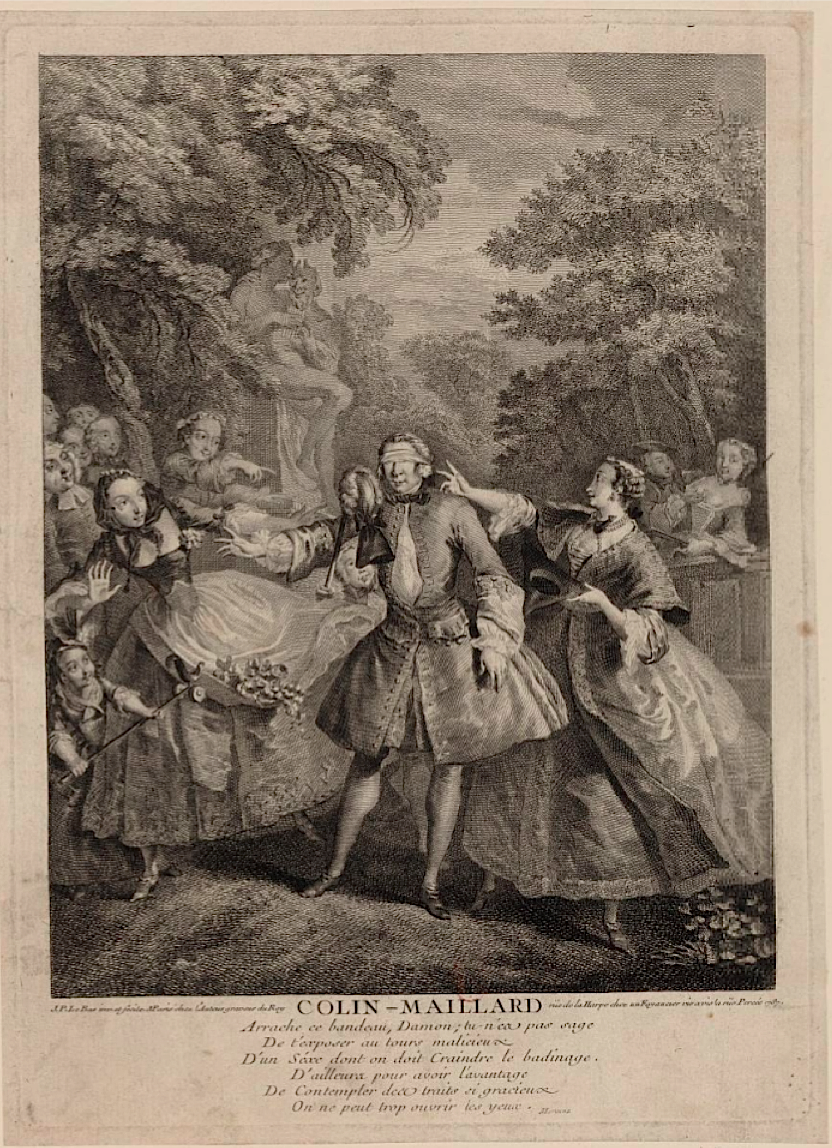
«Колен-Майяр, набросок и офорт Ле Ба, напечатанный в Париже на улице де ла Арп за ан Файансье». 1737. Офорт, резец
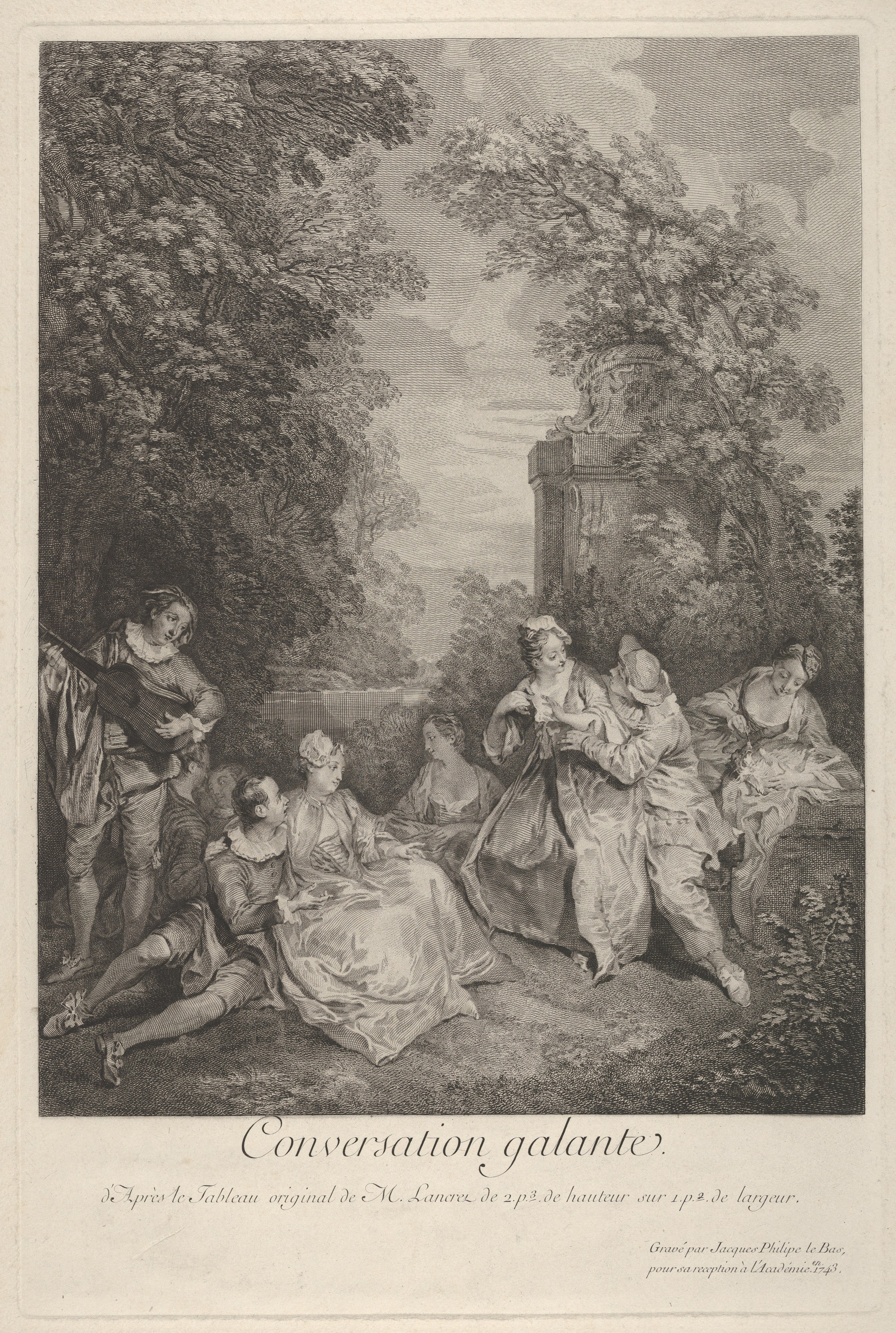
Галантная беседа. Офорт, резец
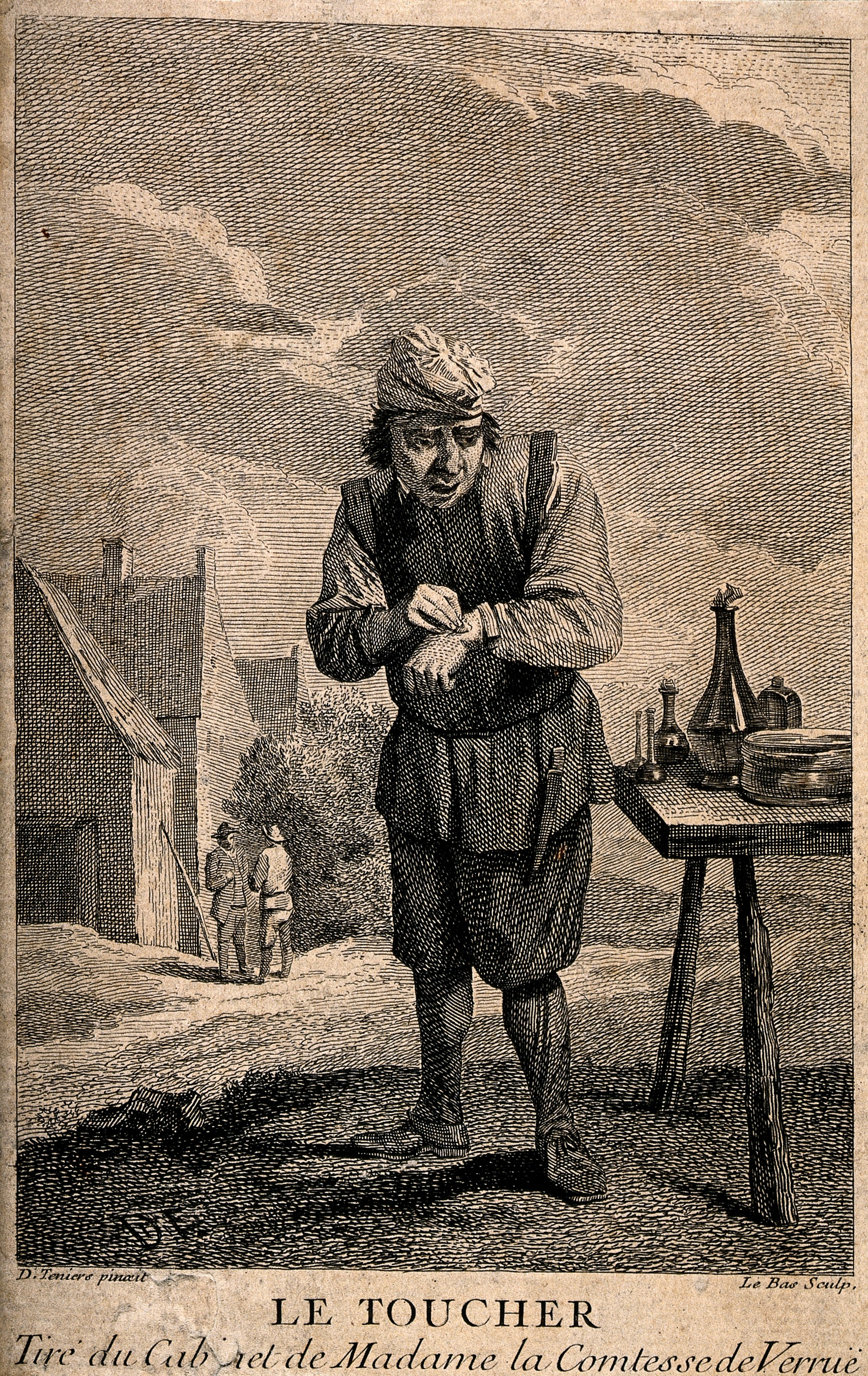
Мужчина накладывает пластырь на руку на улице в сельской местности. Офорт
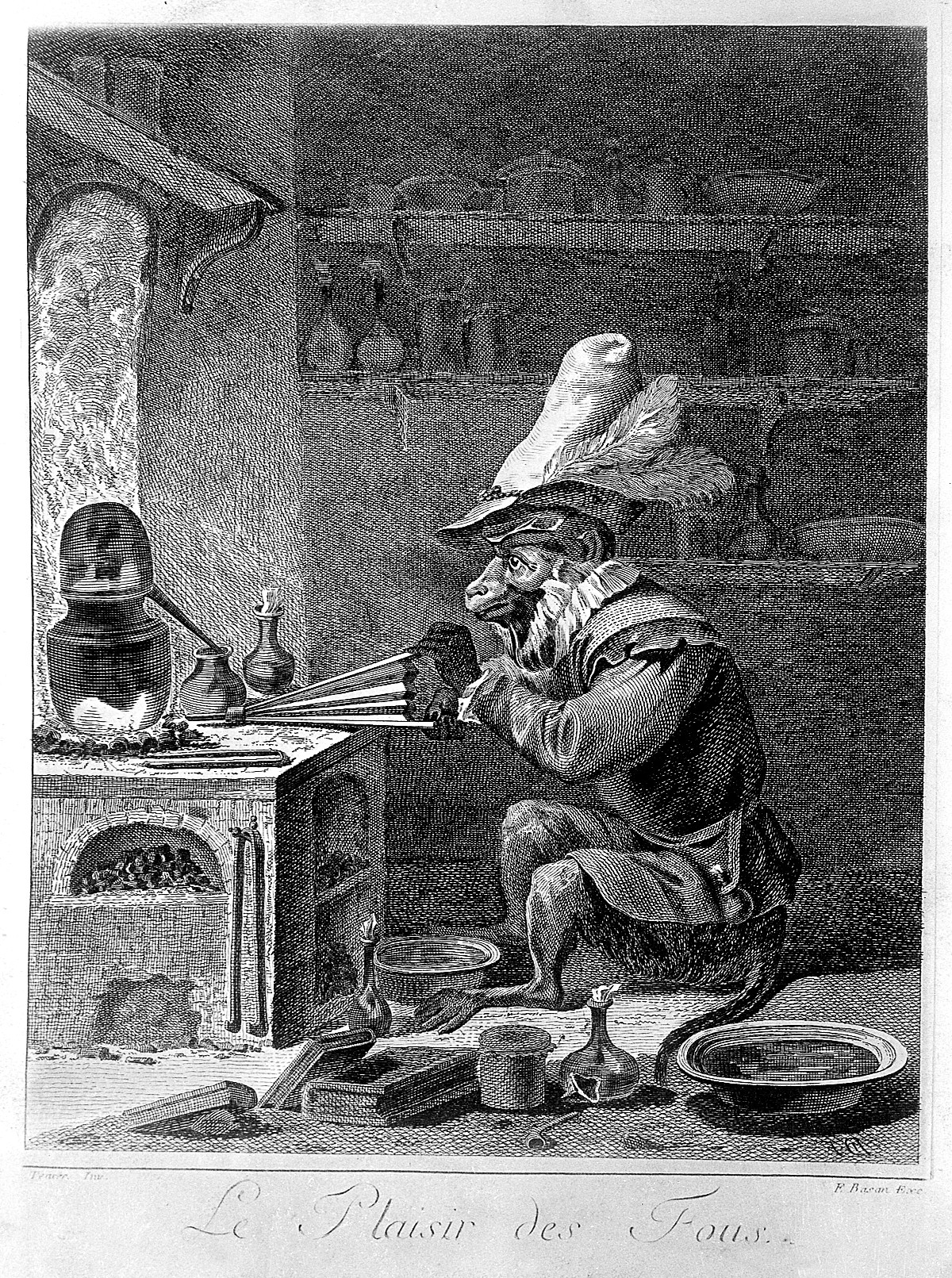
Обезьяна-алхимик качает мехи в лаборатории, намекая на тщеславие алхимии. По оригиналу Д. Тенирса Младшего. Ок. 1650. Офорт
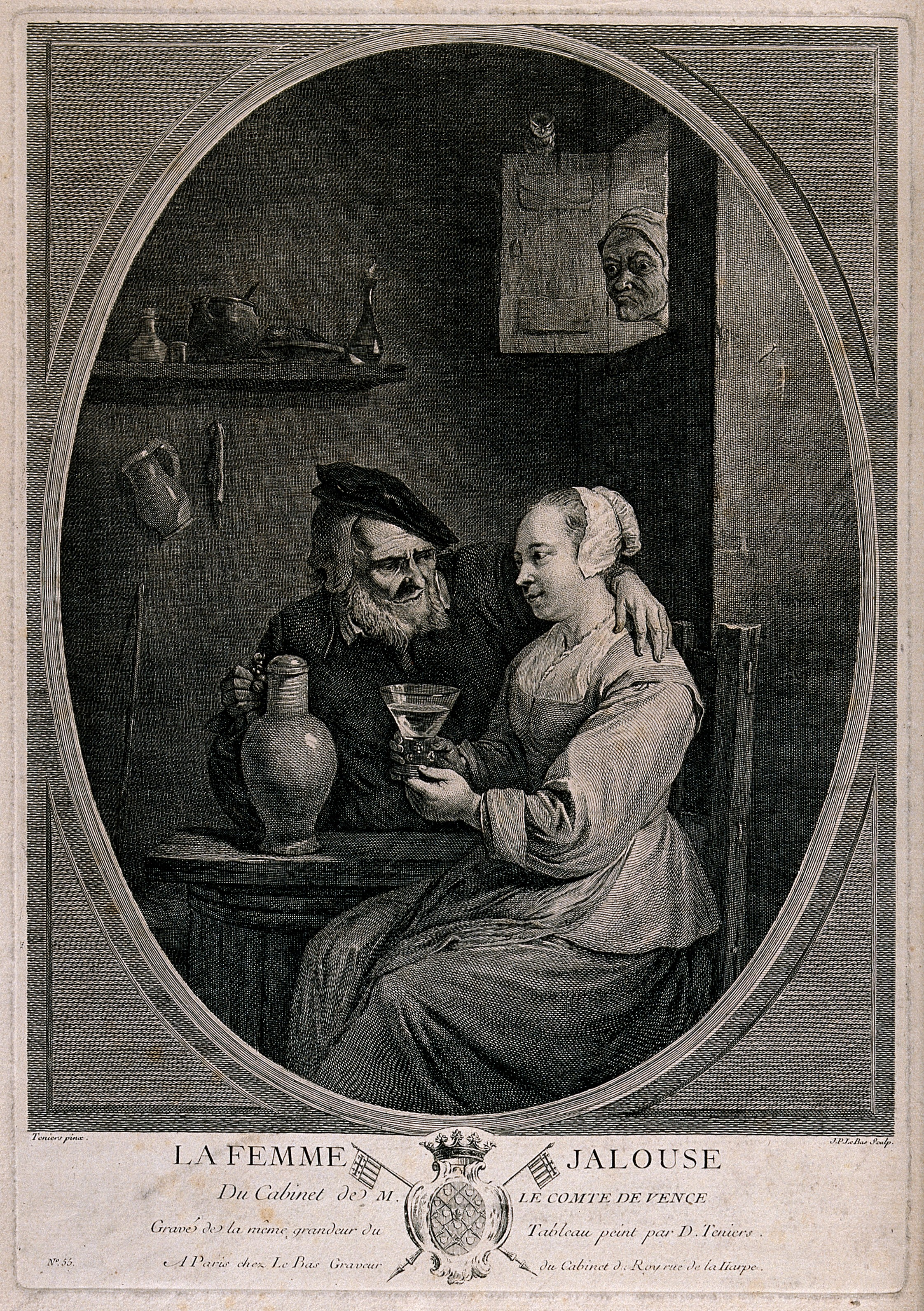
Старик сидит, обняв девушку, и угощает её выпивкой, а его жена смотрит в окно. Офорт